# Teleutaea macilenta
Teleutaea macilenta là một loài tò vò trong họ Ichneumonidae.